# Andrėj Chlebasolaŭ
Andrėj Mikalaevič Chlebasolaŭ (in bielorusso Андрэй Мікалаевіч Хлебасолаў?, traslitterazione anglosassone: Andrey Khlebasolaw; Baranavičy, 22 novembre 1965) è un allenatore di calcio ed ex calciatore bielorusso, di ruolo attaccante, tecnico del Baranavičy.

## Biografia
Suo figlio Dzimitryj Chlebasolaǔ è anch'egli calciatore.

## Palmarès

### Club
- Coppa di Bielorussia: 2

Belšyna: 1996-1997, 1998-1999

### Individuale
- Capocannoniere della Vyšėjšaja Liha: 2

1996 (34 gol), 1997 (19 gol)